# 马来西亚儿童权利
马来西亚儿童权利（英語：Children's rights in Malaysia）在马哈迪·莫哈末时代（1981-2003）取得了很大进步，马来西亚于1995年加入《儿童权利公约》并于2001年推行《2001年儿童法令》。政府和民间社会为实现和维护儿童权利而采取的举措使儿童教育和初级保健领域取得了进展。

## 儿童权利公约
1995年，马来西亚政府加入《儿童权利公约》，这是一项国际人权条约，维护所有18岁以下未成年人的公民、政治、经济、社会、健康和文化权利。联合国于1989年11月20日通过的《儿童权利公约》基于四项核心原则，即生存权利、发展权利、参与权利、受保护权利。

## 主要成就
《儿童权利公约》帮助马来西亚减少5岁以下儿童死亡人数、加快女童教育以及增加该国偏远地区儿童受教育机会的努力。2002年，小学教育成为义务教育，以确保增加入学率和完成学业。
《2001年儿童法令》（611号法令）引入了多项举措，以保护儿童免受暴力、虐待、忽视和剥削。乱伦被《刑事法典》（574号法令）定为刑事犯罪，而《1994年家庭暴力法令》（521号法令）保护儿童免受家庭暴力。